# Telnice (district d'Ústí nad Labem)
Pour les articles homonymes, voir Telnice.
Telnice (en allemand : Tellnitz) est une commune du district et de la région d'Ústí nad Labem, en Tchéquie. Sa population s'élevait à 711 habitants en 2021.

## Géographie
Telnice se trouve à 11 km au nord-ouest d'Ústí nad Labem et à 81 km au nord-ouest de Prague.
La commune est limitée par Petrovice au nord, par Libouchec à l'est, par Ústí nad Labem au sud, et par Chlumec et Krupka à l'ouest.

## Histoire
La première mention écrite du village date de 1547.

## Transports
Par la route, Telnice se trouve à 14 km d'Ústí nad Labem et à 96 km de Prague.